# سياه خولك (سمام)
سیاه خولك (بالفارسية: سیاه خولک) هي قرية تقع في إيران في غيلان. يقدر عدد سكانها بـ 153 نسمة بحسب إحصاء 2016.